# Юзеф Ковальчик
Ю́зеф Кова́льчик (пол. Józef Kowalczyk; нар. 28 серпня 1938) — державний і релігійний діяч Польщі, священник і єпископ Римо-католицької церкви. Архієпископ Гнезненський, примас Польщі (8 травня 2010— 17 травня 2014). Апостольський нунцій в Польщі (1989—2010).

## Біографія
Народився в Ядовники-Мокре, Польща. 1956 року поступив до Ольштинської духовної семінарії. 18 березня 1961 року став дияконом Вармійської діоцеції. 14 січня 1962 року прийняв священство від вармійського єпископа Юзефа Джазги й призначений вікарієм до парафії Святої Трійці в Квідзині. Вивчав канонічне право в Любліні (1963–1965) й Римі (1965–1968). 1968 року отримав звання доктора канонічного права, а 1971 року — диплом адвоката Римської Роти та архівіста Ватиканського секретного архіву. Член Конгрегація богослужіння і дисципліни таїнств (з 1969). Помічник нунція Луїджі Поггі в Польщі (1976–1978), голова польського відділу Державного секретаріату Святого Престолу (1978–1989). 26 серпня 1989 року Папа Римський Іван Павло ІІ призначив його титулярним архієпископом Гераклеї (посвята 20 жовтня того ж року) та нунцієм Ватикану в Польщі. 8 травня 2010 року призначений Папою Бенедиктом XVI на посаду архієпископа гнезненського й примаса Польщі. 17 травня 2014 року добровільно склав із себе повноваження архієпископа, передавши їх Войцеху Поляку. Нагороджений державними відзнаками Німеччини, Мальти, Португалії, Польщі. Почесний доктор університетів Кракова, Любліна, Ольштина.